# Balz Schmidig

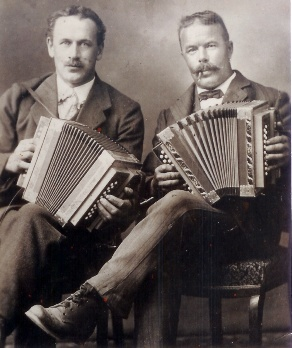
Balz Schmidig (links) mit Josef Stump (um 1920)

Balz Schmidig (* 17. Juli 1894 in Schwyz; † 7. November 1947 ebenda) war ein Schweizer Schwyzerörgeler. Der aus Schwyz stammende Balz Schmidig gilt zusammen mit Josef Stump noch heute als Vorbild für manchen Innerschweizer Schwyzerörgeler.

## Leben
Er lebte in Oberschönenbuch bei Ibach. Mit Josef Stump spielte er um 1920 als Formation Berglerkapelle. Von diesem Duett gibt es 15 Titel auf Schellackplatten aus dieser Zeit. Nach Stumps Tod spielte Schmidig mit verschiedenen anderen Musikanten, mit dem Klarinettisten Karl Mösch aus Zürich, dem «Echo vom Fronalpstock», dem Handörgeler Josef Tonazzi aus Unterschönenbuch, mit dem er 1934 vier Tänze aufnahm und schliesslich auch mit Martin Nauer aus Schwyz, mit dem er 1945 mit Josef Wiget am Bass nochmals 14 Stücke aufnahm. 1947 starb er im Alter von 53 Jahren an einem Magenleiden. Martin Nauer, den Vater des gleichnamigen Akkordeonisten gab dieses Wissen von Stump-Schmidig wiederum an weitere Schwyzerörgeler wie Alois Lüönd und Seebi Schmidig weiter. Martin Nauer ist auch bekannt als der «Örgelidoktor», da er über Jahrzehnte die Schwyzerörgelis in Schwyz in seiner Werkstatt stimmte und reparierte. Von ihm existieren einige Tonträger.

## Überlieferte Kompositionen
Die Alte hend’ä, Andenken an Josef Stump, Auf einsamen Wegen, De Suworow, Dr Bismark, Dr Muggetanz, {Erinnerungen an Josef Stump}, {Frävler-Ländler}, Frühlingszauber, Gruss aus Morschach, Heimweh, Hellblau, {Herzensbängeli}, Ibach-Schönenbuch, In Märtel’s Bude, Kugelrund, Mir trinket nu Eine, Rittersporn, Schön stahblibä, Suber fertig, Us em Änglez, Flüehblüemli, Kugelrund, Gruss aus Schönenbuch, Der Ungewisse, Huserstock-Polka...
{nach Stump-Schmidig}